# Juan Alfonso Tello, VI conde de Barcelos
Juan Alfonso Tello, «el Mozo» (m. 14 de agosto de 1385 en la batalla de Aljubarrota), llamado João Afonso Telo en portugués, ricohombre, miembro del linaje de los Téllez de Meneses y, por tanto, descendiente de Tello Pérez de Meneses, fue el alcaide-mayor de Lisboa en 1372, almirante de Portugal desde 1375/76, VI conde de Barcelos y conde de Mayorga.
Su padre fue Martín Alfonso Téllez de Meneses—mayordomo mayor de la reina María de Portugal, esposa del rey Alfonso XI de Castilla—quien fue mandado asesinar por Pedro I el Cruel en 1356. Martín Alfonso había casado con Aldonza Anes de Vasconcelos, hija de Juan Méndez de Vasconcelos, alcalde mayor de Estremoz, y de Aldara Alfonso Alcoforado. Tuvo varios hermanos, entre ellos, Leonor Téllez de Meneses, reina por su matrimonio con el rey Fernando I de Portugal.

## Esbozo biográfico

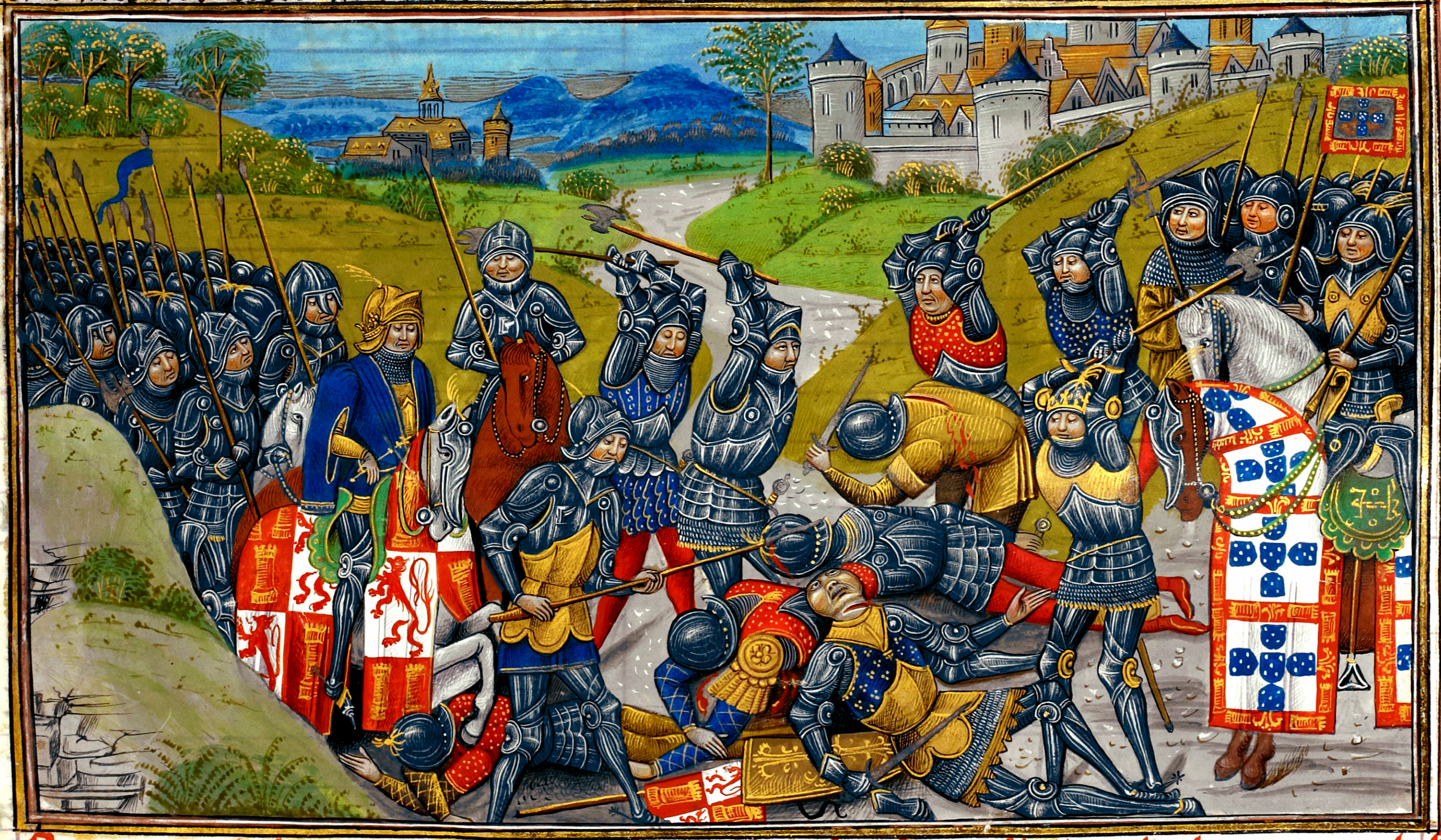
Ilustración de Jean d'Wavrin de la Batalla de Aljubarrota (Chronique d'Angleterre)

Durante la tercera guerra fernandina, estuvo al mando de la flota portuguesa en la batalla de la isla Saltés, apoyada por el Reino de Inglaterra, que se libró el 17 de julio de 1381 contra la escuadra de Castilla comandada por Fernando Sánchez de Tovar que supuso una derrota decisiva de la flota portuguesa al suponer la destrucción del poder ofensivo naval de Portugal y la constatación de la supremacía naval castellana en el Atlántico. El célebre cronista e historiador portugués, Fernão Lopes en su Chronica de el-rei D. Fernando  le culpa de la derrota por su presunción y soberbia.
Participó en el asesinato del conde Juan Fernández de Andeiro, amante de la reina Leonor y estuvo presente el 6 de diciembre de 1383 cuando el maestre de la Orden de Avis, el futuro Juan I de Portugal, entró en la cámara de la reina. Después apoyó la causa del rey Juan I de Castilla, quien le nombró conde de Mayorga, en sus pretensiones para hacerse con el trono portugués.
Contrajo matrimonio con Beatriz Alfonso de Alburquerque, hija ilegítima de Juan Alfonso de Alburquerque, ayo y chanciller mayor del rey Pedro I de Castilla, y de María Rodríguez Barba. Una hermana de Beatriz, María, fue la esposa de Gonzalo Téllez de Meneses, el hermano de Juan Alfonso. Aunque tuvo hijos con Beatriz, no tuvo nietos.
Falleció en la batalla de Aljubarrota y fue el único de los enemigos muerto en esta batalla a quien el rey Juan I de Portugal mandó sepultar.